# Conus kimioi
Conus kimioi é uma espécie de gastrópode do gênero Conus, pertencente à família Conidae.